# Opheltes (Sohn des Peneleos)
Opheltes (griechisch Ὀφέλτης Ophéltēs) ist in der griechischen Mythologie der Sohn des Peneleos, des Königs von Theben und Teilnehmers am Trojanischen Krieg. Er war der Vater von Damasichthon, der Autesion auf dem Thron in Theben folgte.

## Quelle
- Pausanias 9,5,8